# Zkara
 (juillet 2011).
Si vous disposez d'ouvrages ou d'articles de référence ou si vous connaissez des sites web de qualité traitant du thème abordé ici, merci de compléter l'article en donnant les références utiles à sa vérifiabilité et en les liant à la section « Notes et références ».
Les Zkara ou Zakraoui ou Izkrawiyen (en berbère : Zakrawiyen ⵣⴽⵔⴰⵡⵉⵢⵏ, Zakraoui ⵣⴽⵔⴰⵡⵉ, en arabe : الزكرة Al Zkara ou النشاطيون Al Nachatiyun) sont une tribu berbère et berbère arabisée marocaine atlasienne, originaire des alentours de la ville de Mestferki, près d'Oujda.
Cette tribu est connue pour avoir été qualifiée à tort d'anti-musulmane par le missionnaire et anthropologue français Auguste Mouliéras.

## Nom
Zkara est une forme de pluriel arabisé de l'impératif "Zkar (ⵣⴽⵔ)", venant lui-même du mot (verbe) berbère "Zakraw (ⵣⴽⵔⴰⵡ)", et qui signifie "Activer", "Rendre actif", "Rendre non-passif/non-passive", "Faire de l'activisme". Le mot impératif "Zkar (ⵣⴽⵔ)" est très semblable au mot impératif "Skar (ⵙⴽⵔ)", venant du mot (verbe) berbère "Sakraw (ⵙⴽⵔⴰⵡ)", et qui signifie "Faire". Il y a des synonymes du mot "Zakraw (ⵣⴽⵔⴰⵡ)" en berbère. Ce mot n'a rien à voir avec le mot arabe "Zhakar (ذكر)", puisque en arabe, le mot "Zhakar (ذكر)" signifie "Masculin", alors que l'activité et l'activisme peuvent être autant masculins que féminin, et ne sont pas exclusifs aux hommes. 
Ce nom ne doit pas être confondu avec le mot « Zekkar (ⵣⴽⴰⵔ) », mot berbère qui a donné le mot argotique arabe Zekkara (au pluriel Zkayer), et qui signifie « faire semblant d'aider ou d'aller dans le sens de la victime, pour au final ne pas lui apporter de solution, afin de ne pas subir de reproches de sa part ».

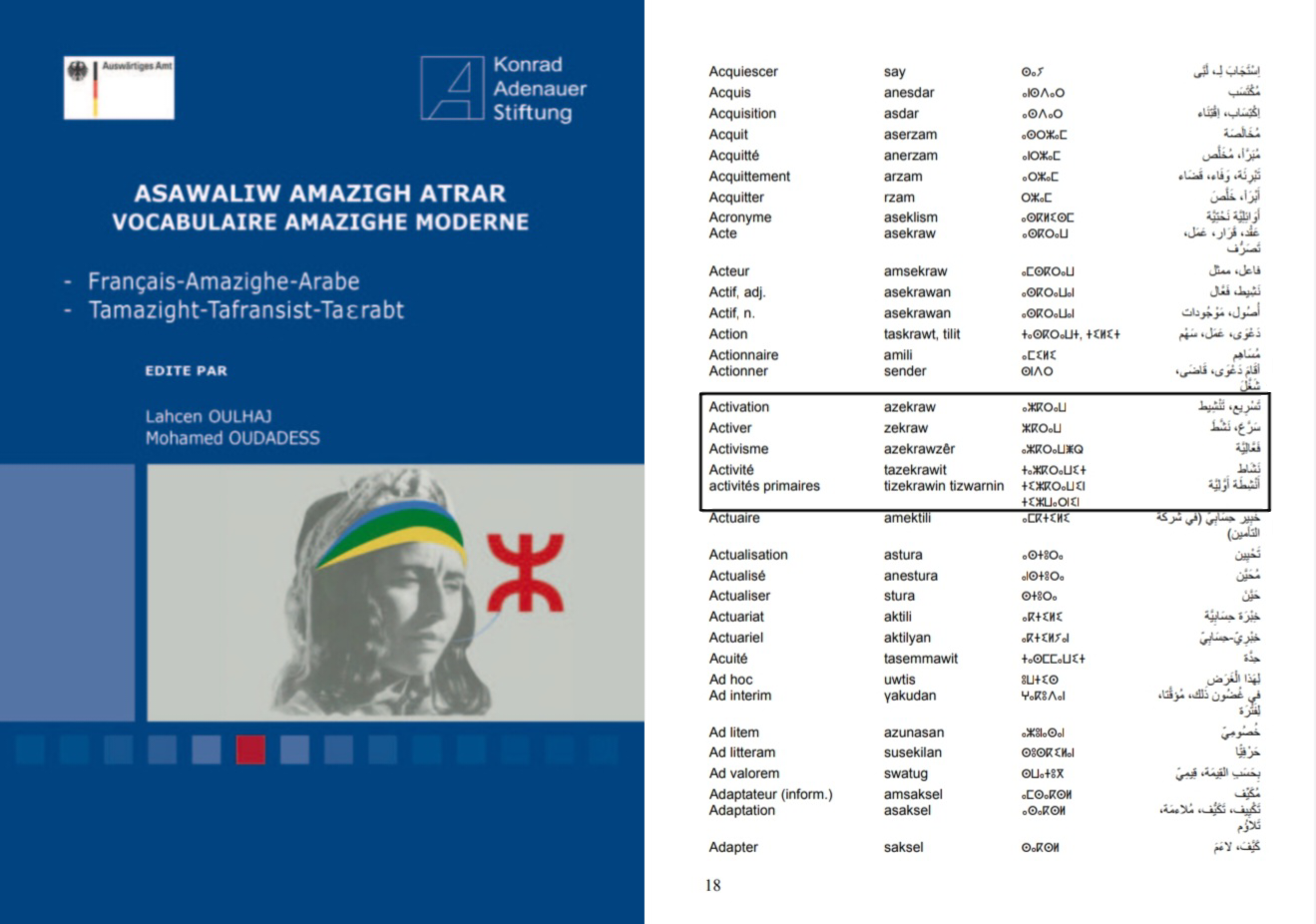
Le mot berbère « Zekraw » dans le dictionnaire Asawaliw amazigh atrar.

Il y a d'autres tribus au Maroc qui portent aussi le nom de Zakraoui, mais qui n'ont rien à voir avec cette tribu, même si certaines tribus se sont nommées Zakraoui par admiration envers l'activisme berbériste de cette tribu, qui était connue, avant l'époque coloniale européenne, comme combative et même guerrière, face au caprices coloniaux arabo-musulmans, consistants à s'installer sur les territoires tribaux berbères avec arrogance et défi, et à considérer les Berbères comme mécréants et anti-musulmans, au cas où ils étaient chassés, alors que les Berbères sont connus pour leur conservatisme tribal (dialecte, coutumes, traditions, territoire, etc.), même à l'égard d'autres tribus berbères. Les fusils berbères faisaient feu sur les envahisseurs, quand ils ne voulaient pas partir.

### Ésoterisme
La valeur numérique du nom « Zakraoui (ⵣⴽⵔⴰⵡⵉ) » est de 101 (ⵣ30+ⴽ8+ⵔ20+ⴰ1+ⵡ28+ⵉ14=101) dans l'alphabet berbère.

## Histoire
Les Zkara ou les Zakraoui souffraient auparavant d'une réputation de tribu berbère isolée et dure, en raison de rivalités ancestrales avec des tribus arabes voisines, mais aussi à la suite d'écrits colonialistes au début du XXe siècle visant à rallier le statut autonome régional tribal des Zkara au royaume du Maroc, alors sous protectorat français, et à démontrer (à tort) qu'ils sont des berbères anti-musulmans. Ces rivalités dues au mépris de la part des Berbères à l'égard des Arabes venants s'installer de manière arrogante sur leurs terres, en prenant comme pretexte l'Islam et leur reprochant de ne pas être musulman et même anti-musulmans, au cas où il refusaient que ces tribus arabes s'y installent, et en leur reprochant leur non-arabisation, qui est prétendument perçue comme non-islamisation. Les Zkara sont aujourd'hui arabophones, ce qui prouve qu'ils sont musulmans.
Le problème pour cette tribu, n'était pas spécifiquement les Arabes, mais tout étranger, étant perçu comme une menace potentielle pour la culture locale (traditions, langue, ethnicité, sécurité, etc.).
Il y a des tribus berbères au Maroc, qui se sont nommées Zakraoui, par admiration envers l'activisme berbériste de cette tribu, à l'égard de ce problème culturel, qui était très commun aux Berbères en Afrique du nord.
Plusieurs articles ont été écrits à cet effet en France et aux États-Unis sur cette tribu berbère à partir de 1905,, en particulier par un certain Auguste Moulieras, militaire français né en Algérie et écrivain fervent défenseur du colonialisme et de l'orientalisme, qui sera radié quelques années après la publication d'un écrit instrumentalisé sur les Zkara.
En 1907, les Zkara ont aussi combattu quelque peu la France, lors de la pacification du Maroc contre les forces coloniales françaises qui avaient repris l'occupation d'Oujda quelques années après la bataille d'Isly (1844) et après l'expédition contre les Beni-Snassen (1859).
Les Zkara étaient pour l'extension de la république confédérale tribale du Rif berbère d'Abdelkrim El-Khattabi, confédération rejoint par plusieurs tribus berbèristes durant son extension, jusqu'à sa destitution administrative en 1926.
Récemment, un chercheur français a présenté une thèse et plusieurs articles sur les Zkara visant à rétablir la vérité sur leur histoire et l'instrumentalisation colonialiste établie à leur égard au début du XXe siècle.
Les Zkara organisent tous les ans leur Wahda ou Moussem à Mestferki (Région des Zkara – Atlas), qui est une fête populaire sur leurs terres, entourée de chants et de danses traditionnels (Ahidous, Fantasia et repas).
Extrait du livre Une tribu zénète anti-musulmane au Maroc : Les Zkara de Auguste Mouliéras.
« Fatigués, harassés par une journée entière de lutte meurtrière, les soldats du Prophète soutinrent mollement le premier choc de ces troupes fraîches qui ne demandaient que plaies et bosses, heureuses qu'elles étaient de s'enivrer à leur tour de l'odeur de la poudre et de se désengourdir les bras en sabrant d'estoc et de taille. Il faut dire aussi que les Beni bou-Zeggou et les Beni-Yaâla, qui avaient été entraînés très à contrecœur dans cette aventure tragique, ne tenaient précisément pas à fusiller leurs concitoyens, les Ih'addouyin et les Meharech, qui venaient jusque sous leur barbe leur reprocher leur traîtrise envers leurs vieux amis et demi- frères les Zkara. Ce fut alors que la débandade des Musulmans commença, chacun tirant de son côté, chacun maugréant contre ses alliés, autant et peut-être plus que contre les Infidèles, lesquels, en somme, ne faisaient que leur devoir en essayant de ne pas se laisser exterminer. Le résultat de cette sanglante journée fut que les Mahométans (Arabes) eurent 220 hommes tués et un nombre considérable de blessés. Les Zkara (Berbères) déplorèrent la mort de 50 des leurs et ils emportèrent du champ de bataille plus de 200 blessés. »

## Langue et culture
Les Zkara parlent l'arabe et le berbère zénète de l'Oriental marocain, un parler berbère proche du berbère rifain (Iznassen, Ikebdanen,etc...).
Les Zkara sont majoritairement musulmans, mais comme toute tribu berbère, ont longtemps respecté des traditions ancestrales, comme le tatouage berbère chez les femmes, et ce, jusqu'au milieu du XXe siècle.